# From Elvis in Memphis
| Recensione                    | Giudizio |
| ----------------------------- | -------- |
| AllMusic                      |          |
| MusicHound                    | [ 2 ]    |
| PopMatters                    |          |
| The Rolling Stone Album Guide | [ 3 ]    |
| Rough Guides                  | [ 4 ]    |
| Sputnik Music                 |          |

From Elvis in Memphis è il 28° album in studio di Elvis Presley, pubblicato nel 1969.

## Produzione
Il successo dello speciale televisivo della NBC che aveva visto il ritorno sulla scena musicale di Elvis Presley, dopo un decennio dedicato al cinema, aveva riportato in Presley l'entusiasmo e la voglia di incidere nuove canzoni in sala d'incisione. Fu proprio in questo periodo che Elvis disse al produttore Steve Binder che "non avrebbe mai più cantato canzoni in cui non credeva".
Il disco venne registrato all'American Sound Studio di Memphis, Tennessee, il 13-16 gennaio, il 20-23 gennaio, e dal 17 al 22 febbraio 1969.
Il disco fu prodotto da Chips Moman, che registrò Elvis su singole piste separate, e non "dal vivo", come abitualmente si faceva con lui. Le tracce poi furono masterizzate e riunite in un secondo tempo, e molto curate dal punto di vista del missaggio sonoro.
Generalmente considerato dalla critica uno dei migliori dischi di Elvis, se non il migliore in assoluto, l'album è composto in prevalenza da brani provenienti dal repertorio country/soul con venature blues, come It Keeps Right On A-Hurtin', un successo datato 1962 di Johnny Tillotson, I'm Movin' On di Hank Snow, o I'll Hold You In My Heart di Eddie Arnold.
Dall'album vennero estratti alcuni singoli: Any Day Now, scritta da Burt Bacharach nel 1962, e In the Ghetto di Mac Davis. La canzone venne pubblicata come singolo due mesi prima che l'album uscisse nei negozi, raggiunse la terza posizione in classifica, diventando il primo singolo da Top Ten di Elvis negli Stati Uniti dai tempi di Crying in the Chapel nel 1965.
Il 16 maggio 2000, la RCA ha ristampato l'album in versione rimasterizzata su compact disc includendo 6 nuove bonus track, tra le quali la celebre Suspicious Minds uscita all'epoca come singolo. Il 28 luglio 2009, la Sony Music Entertainment ha pubblicato una versione deluxe del disco in occasione del 40º anniversario della pubblicazione dell'album, due CD contengono l'intero From Elvis In Memphis e il disco in studio di From Memphis to Vegas/From Vegas to Memphis, Back In Memphis, insieme a quattro outtakes e dieci brani originariamente pubblicati come singoli.

## Accoglienza
L'album raggiunse la posizione numero 13 nella classifica di Billboard negli Stati Uniti, dove stazionò per 24 settimane; gli venne conferito il disco d'oro il 28 gennaio 1970. Nel 2003, il disco è stato inserito alla posizione numero 190 nella "Lista dei 500 migliori album di sempre" redatta dalla rivista musicale Rolling Stone.

## Tracce
Lato 1
1. Wearin' That Loved On Look (Dallas Frazier, A.L. Owens) - 2:46
2. Only the Strong Survive (Jerry Butler, Kenny Gamble, Leon Huff) - 2:42
3. I'll Hold You in My Heart (Till I Can Hold You in My Arms) (Eddy Arnold, Thomas Dilbeck, Vaughan Horton) - 4:34
4. Long Black Limousine (Bobby George, Vern Stovall) - 3:38
5. It Keeps Right On A-Hurtin' (Johnny Tillotson) - 2:36
6. I'm Movin' On (Hank Snow) - 2:43

Lato 2
1. Power of My Love (Bernie Baum, Bill Giant, Florence Kaye) - 2:36
2. Gentle on My Mind (John Hartford) - 3:21
3. After Loving You (Janet Lantz, Eddie Miller) - 3:05
4. True Love Travels on a Gravel Road (Dallas Frazier, A.L. Owens) - 2:38
5. Any Day Now (Burt Bacharach, Bob Hilliard) - 2:59
6. In the Ghetto (Mac Davis) - 2:45

### Bonus tracks nella ristampa del 2000
1. The Fair Is Moving On (Guy Fletcher, Doug Flett) - 3:08
2. Suspicious Minds (Mark James) - 4:29
3. You'll Think of Me (Mort Shuman) - 4:00
4. Don't Cry Daddy (Mac Davis) - 2:48
5. Kentucky Rain (Eddie Rabbitt, Dick Heard) - 3:14
6. Mama Liked the Roses (John Christopher) - 2:47

## Formazione
- Elvis Presley - voce, chitarra, pianoforte
- Ed Kollis - armonica
- John Hughey - chitarra pedal steel in In the Ghetto
- Reggie Young, Dan Penn - chitarra elettrica
- Bobby Wood - pianoforte
- Bobby Emmons - organo
- Tommy Cogbill, Mike Leech - basso
- Gene Chrisman - batteria

Sovraincisioni:
- Wayne Jackson, Dick Steff, R.F. Taylor - tromba
- Ed Logan, Jack Hale, Gerald Richardson - trombone
- Tony Cason, Joe D'Gerolamo - corno francese
- Andrew Love, Jackie Thomas, Glen Spreen, J.P. Luper - sassofono
- Joe Babcock, Dolores Edgin, Mary Greene, Charlie Hodge, Ginger Holladay, Mary Holladay
Millie Kirkham, Ronnie Milsap, Sonja Montgomery, June Page, Susan Pilkington, Sandy Posey
Donna Thatcher, Hurschel Wiginton - cori